# Ametallon lutzi
Ametallon lutzi är en stekelart som beskrevs av Costa Lima 1960. Ametallon lutzi ingår i släktet Ametallon och familjen finglanssteklar. Inga underarter finns listade i Catalogue of Life.